# Springdale (condado de Lexington)
Springdale es un pueblo ubicado en el condado de Lexington en el estado estadounidense de Carolina del Sur. La localidad en el año 2000 tiene una población de 2.877 habitantes en una superficie de 10.5 km², con una densidad poblacional de 274 personas por km². 

## Geografía
Springdale se encuentra ubicado en las coordenadas 33°57′39″N 81°6′36″O / 33.96083, -81.11000. Según la Oficina del Censo, la localidad tiene un área total de 10,5 km² (4,1 mi²), de la cual 10,4 km² (4 mi²) es tierra y 0,1 km² (0 mi²) (0.74%) es agua.

## Demografía
En el 2000 la renta per cápita promedia del hogar era de $48.456, y el ingreso promedio para una familia era de $57.014. El ingreso per cápita para la localidad era de $21.260. En 2000 los hombres tenían un ingreso per cápita de $40.531 contra $26.658 para las mujeres. Alrededor del 6.10% de la población estaba bajo el umbral de pobreza nacional. 